# Sakala
Pour les articles homonymes, voir Sakala (homonymie).

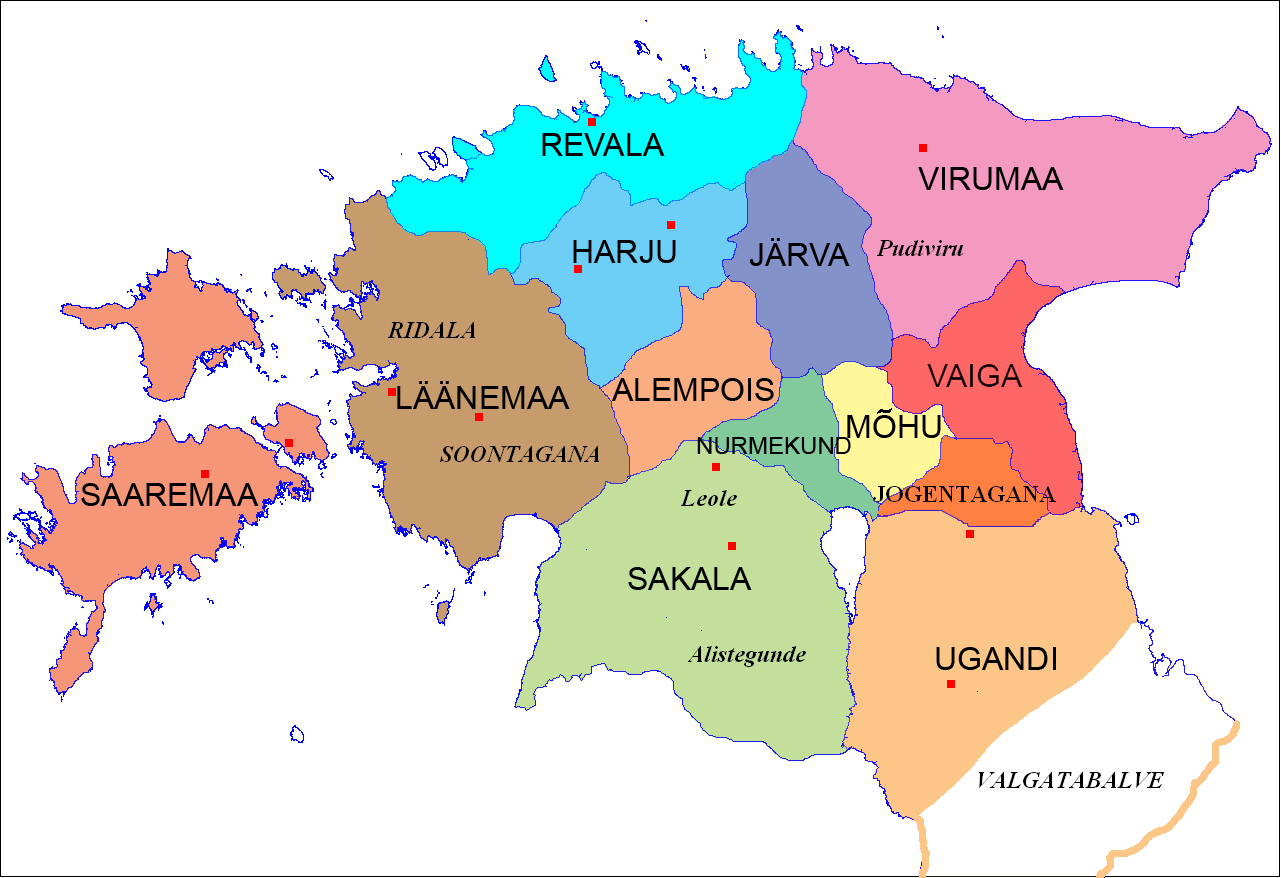
Anciens territoires estes

La région de Sakala (en latin: Saccalia) est une ancienne région historique des tribus des Estes au Moyen Âge, qui en comptaient huit. Elle est au centre de la partie méridionale de l'Estonie actuelle et se trouvait au nord-ouest de l'ancienne Livonie. Aujourd'hui elle recoupe la région de Viljandi, la partie sud de la région de Pärnu et le tiers occidental de la région de Valga.

## Histoire
Les premières mentions écrites datent de la chronique d'Henri le Letton (Saccalia) au début du XIIIe siècle. Cette terre se trouvait sous le gouvernement de la Russie kiévienne, jusqu'en 1061. À l'époque des croisades de Livonie, elle entra dans la confédération livonienne. Viljandi, renommée Fellin, en était la capitale.